# Naranga diffusa
Naranga diffusa là một loài bướm đêm trong họ Noctuidae.